# 러프 요새

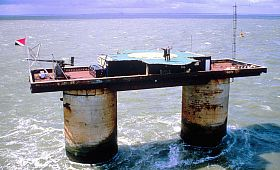
러프 요새

러프 요새(영어: HM Fort Rough)는 영국 에식스주에 위치한 해상 요새이다. 마이크로네이션인 시랜드 공국의 사실상의 수도인 곳이기도 하다. 서퍽주 연안에서 약 11km, 에식스 주 연안에서 약 13km 정도 떨어진 곳에 위치한다. 이 요새는 원래 제2차 세계 대전 당시에 영국이 독일의 침공을 막기 위해 세워진 요새였다. 제2차 세계대전이 끝난 후 방치되어 있었지만 이 곳에서 시랜드 공국이 형성되었다.